# Eupontonia
Eupontonia is een geslacht van kreeftachtigen uit de klasse van de Malacostraca (hogere kreeftachtigen).

## Soorten
- Eupontonia gracilipes Komai & Minemizu, 2014
- Eupontonia noctalbata Bruce, 1971
- Eupontonia oahu Bruce, 2010